# 坂口寛敏
坂口 寛敏（さかぐち ひろとし、1949年8月22日 - ）は、日本の抽象画家、インスタレーション作家、洋画家。東京芸術大学美術学部名誉教授。

## 経歴
福岡市に生まれる。幼少期より洋画家手島貢の絵画教室に通う。1965年福岡県立修猷館高等学校に入学。美術部に入部し、顧問の河原大輔からデッサンの指導を受ける。1968年卒業。1973年東京芸術大学美術学部絵画科油画専攻を卒業。同年大学院油画奨学賞である大橋賞を受賞し、1975年同大学院美術研究科修士課程油画を修了（野見山暁治研究室）。
1976年西ドイツに渡り、ミュンヘン大学付属語学学校でドイツ語を学んだ後、1977年11月ミュンヘン美術アカデミー絵画科のユルゲン・ライプカの教室に入学。1983年卒業し、マイスターシューラーの学位を受ける。8月から9月にかけてカーム市立ギャラリーにおいて初の個展を開催する。
1984年帰国し、制作拠点を福岡に移す。1986年東京での活動を開始、東京芸術大学美術学部絵画科油画専攻非常勤講師となり、1991年同講師（油画第8研究室）、1994年同助教授を経て、2003年東京芸術大学大学院美術研究科絵画専攻油画第3研究室教授に就任する。哲学者パスカルへのオマージュを、絵画やドローイング、インスタレーションといった様々なかたちで作品化している。
2017年東京芸術大学美術学部教授を退任し、制作拠点を福岡、東京および秩父にする。